# Magdalene Odundo
Magdalene Anyango Namakhiya Odundo, OBE (Nairobi, Kenya, 1950) és una ceramista britànica d'origen kenià. 

## Biografia
Magdalene Odundo va néixer a Nairobi, Kenya, i al llarg de la seva infantesa, va ser educada entre aquest país i a l'Índia. Va estudiar Arts Gràfiques i Comercials al Nairobi Polytechnic de Kenya. El 1971, va traslladar-se a viure a Anglaterra, on va continuar formant-se en disseny gràfic, completant els seus estudis al Cambridge College of Art.
Després de viure un temps a Anglaterra, va descobrir la ceràmica, i cap al 1974 va viatjar a Nigèria, on va estudiar al Pottery Training Centre d'Abuja, i a Kenya, on també va aprendre les tècniques ceràmiques locals. També va viatjar a San Ildefonso Pueblo, New Mexico per a estudiar el procés d'elaboració de la ceràmica negra. El 1976, Odundo va rebre un BA del West Surrey College of Art & Design (ara University for the Creative Arts). Posteriorment, va guanyar un màster al Royal College of Art de Londres. Va donar classes al Commonwealth Institute de Londres del 1976 al 1979 i al Royal College of Art de la mateixa ciutat entre el 1979 i el 1982, abans de tornar a impartir classes al Surrey Institute of Art & Design (ara University for the Creative Arts) el 1997, assolint la Càtedra de Ceràmica el 2001. El març de 2016 va ser nomenada Professora Emèrita de la UCA, en un acte de celebració al campus de Farnham davant de la seva reconeguda peça de vidre anomenada, Transition II. Viu i treballa a Surrey.
Les ceràmiques més característiques d'Odundo estan realitzades mitjançant la tècnica de l'urdit. Cada peça es poleix, s'engalba i es torna a polir. Després es couen en una atmosfera oxidant que els proporciona un color taronja-vermellós. Una segona cuita en atmosfera reductora (baixa en oxigen) fa que l'argila es torni totalment negra. Utilitza les mateixes tècniques que empraven els antics grecs i romans, i gaudeix inspirant-se també en les ceràmiques de països com la Xina o Mèxic. Les seves habilitats en el disseny gràfic, la conserva i desenvolupa gràcies als nombrosos apunts que pren de la natura i que l'inspiren per a les seves creacions ceràmiques. Moltes de les peces que crea Odundo contenen reminiscències de les formes humanes. Es pot intuir sovint que ressegueixen les corbes de la columna vertebral, de l'estómac o del cabell. La seva obra es pot veure en museus i col·leccions privades d'arreu del món. 
Odundo va ser condecorada pel Detroit Institute of Arts amb el premi African Art Recognition Award el 2008. També va rebre el premi African Heritage Outstanding Achievement in the Arts el 2012, així com nombrosos doctorats honoraris de la Universitat de Florida (2014) i de la University of the Arts London (2016). Va ser designada amb l'Orde de l'Imperi Britànic pels seus serveis a l'art en el marc del Queen's Birthday Honours, el 2008.
El 2017 es va anunciar que Odundo assumiria el càrrec de Cancellera de la University of the Creative Arts el juny del 2018.
El 29 d’agost de 2021, una olla de terrissa de Magdalene Odundo del 1986 es va vendre a 440.000 euros en una subhasta.